# Pineapple Express
Pineapple Express er en amerikansk komediefilm fra 2008 instrueret af David Gordon Green og produceret af Judd Apatow. Filmen har skuespillerne Seth Rogen og James Franco i hovedrollerne som pothovederne Dale og Saul.

## Handling
Pineapple Express handler om Dale og Sauls (Seth Rogen og James Franco) flugt fra gangsteren Ted (Gary Cole), der vil have dem ryddet af vejen fordi Dale var vidne til et mord.

## Medvirkende
- Seth Rogen
- James Franco
- Gary Cole
- Rosie Perez
- Danny R. McBride
- Craig Robinson
- Amber Heard
- Kevin Corrigan
- Ed Begley, Jr.
- Bill Hader
- Nora Dunn
- James Remar